# Козаневич Мар'ян Омелянович
Мар'я́н Омеля́нович Козане́вич (*1877, Буців Перемишльського повіту, Австро-Угорська імперія — † 1940, СРСР) — український громадсько-політичний та державний діяч, діяч ЗУНР, гірничий інженер.

## Біографія
Народився у 1877 році в селі у с. Буців Перемишльського повіту (нині Мостиський район, Львівська область, Україна) у родині священика Омеляна Козаневича. Навчався у гірничій академії в чеському місті Пршибрам. У 1900 році працював за фахом — інженером-техніком у Стебнику, після у Величці, комісаром соляної копальні Калуша, гірничим інженером в Дрогобичі. У 1902 році одружився з Іванною Ільницькою.
З студентських років активно брав участь в українському русі. Був головою філії товариства «Сільський господар» у Калуші, входив до складу Української соціал-демократичної партії.
У часі постання ЗУНР — делеґат Української Національної Ради ЗУНР від міста Дрогобича.
В уряді Сидора Голубовича — державний секретар публічних робіт та гірництва. Входив до складу комісії УНРади щодо технічної відбудови — домагався з бюджету 3 мільйони корон тільки на початкові роботи. Підрахував, що на відбудову знищених 60 000 помешкань та 120 000 господарських приміщень потрібно було  приблизно — 2 мільярди корон — не враховуючи потреб відбудови промислових підприємств. З огляду на жахливе безгрошів'я воєнного часу 21 лютого 1919 року на засіданні уряду ухвалено щомісяця видавати лише 915 тисяч корон — на консервацію доріг, регуляцію рік.
У травні 1919 — делеґат з'їзду інженерів та техніків у Станиславові.
У часі весняного наступу польських військ виїздить зі Станиславова разом з урядом.
Його дружина і син арештовані та інтерновані польською владою.
Повернувся з еміґрації, працював у Гребенові Сколівського повіту. Перебував в рядах Львівського Українського технічного товариства. У 1936 році вийшов на пенсію та оселився у Зимній Воді. Багато подорожував, зокрема, побував у Китаї.
Після приходу більшовиків викликали на допити, загинув при невідомих обставинах у 1940 році та похований на цвинтарі Зимної Води.